# Жан-Філіпп Туссен
Жан-Філі́п Туссе́н (фр. Jean-Philippe Toussaint; нар. 29 листопада 1957, Брюссель, Бельгія) — бельгійський франкомовний письменник, кінорежисер, фотограф.

## Біографія
Жан-Філіп Туссен народився 1957 року в Брюсселі. 1973 року став чемпіоном світу з гри скрабл серед юніорів. Закінчив паризький Інститут політичних досліджень за спеціальністю «політологія» (1978) та «сучасна історія» (1979),.

Писати почав з 1979 року під впливом роману «Злочин і кара» Достоєвського. 1985 року був опублікований його перший роман «Ванна кімната» (фр. La Salle de bains).
2002 року письменник прочав роботу над романним циклом: який назвав «Цикл Марії» («Le Cycle de Marie»), до якого увійшли чотири романи: «Кохатися» («Faire l'amour», 2002) ; «Втікати» («Fuir», 2005 — за цей роман Туссен був відзначений премію Медічі), «Правда про Марію» («La Vérité sur Marie», 2009 — відзначений премією «Грудень») та Ню («Nue», 2013). Більша частина творів письменника опублікована видавництвом «Мінюї». Книги Туссена перекладені більше ніж двадцятма мовами.
2014 року Жан-Філіпп Туссен був обраний до Королівської академії французької мови і літератури Бельгії.
Жан-Філіп Туссен є також режисером та автором сценаріїв низки фільмів, зокрема екранізацій власних романів. Він також захоплюється фотографією та організовує персональні виставки в Бельгії та в інших країнах.

## Твори
- «La Salle de bain» (Éditions de Minuit, 1985); премія Vocation
- «Monsieur» (Éditions de Minuit, 1986)
- «L'Appareil-photo» (Éditions de Minuit, 1988)
- «La Réticence» (Éditions de Minuit, 1991)
- «La Télévision» (Éditions de Minuit, 1997); премія Віктора Росселя
- «Autoportrait (à l'étranger)» (Éditions de Minuit, 1999, 2 вид. 2012)
- «Faire l'amour» (2002) — 1-а частина «Циклу Марії»
- «Fuir» (Éditions de Minuit, 2005) — 2-а частина «Циклу Марії»; премія Медічі
- «La Mélancolie de Zidane» (Éditions de Minuit, 2006)
- «La Vérité sur Marie» (Éditions de Minuit, 2009) — 3-я частина «Циклу Марії»; премія «Грудень»
- «L'Urgence et la Patience» (Éditions de Minuit, 2012)
- «La Main et le Regard» (Le Passage et Louvre éditions, 2012)
- «Nue» (Éditions de Minuit, 2013) — 4-а частина «Циклу Марії»
- «Football» (Éditions de Minuit, 2015)
- Made in China (повість, Éditions de Minuit, 2017)
- M.M.M.M. (видання в одному томі « Cycle Marie Madeleine Marguerite de Montalte », Éditions de Minuit, 2017)
- La Clé USB (Éditions de Minuit, 2019)
- Félix Vallotton, intimité(s)... et le regard de Jean-Philippe Toussaint, illustrations (30 gravures) Félix Vallotton, textes Jean-Philippe Toussaint (éditions Martin de Halleux, 2019)
- La Patinoire (кіно-роман, Les Impressions Nouvelles, 2019)
- Les Émotions (Éditions de Minuit, 2020)
- La Disparition du paysage (Éditions de Minuit, 2021)
- C'est vous l'écrivain (Éditions Le Robert, 2022)
- L'Instant précis où Monet entre dans l'atelier (Éditions de Minuit, 2022)

## Фільмографія
- 1989: «La Salle de bain» (автор сценарію; екранізація однойменного роману)
- 1990: «Monsieur» (режисер і автор сценарію; екранізація однойменного роману)
- 1992: «La Sévillane», (режисер і автор сценарію; екранізація роману «Фотоапарат»)
- 1994: «Berlin, 10 heures 46» (у співавторстві з Торстеном Фішером)
- 1999: «La Patinoire» (режисер)
- 2007: «Hors du soleil, des baisers et des parfums sauvages» (у співавторстві з Енджем Леччіа)
- 2012: «Trois fragments de Fuir»

## Виставки
- 2001: CASO, Осака.
- 2002: Galerie-1 Civa.
- 2006: Fondation Espace Ecureuil pour l'Art Contemporain Тулуза.
- 2007: Parvis3 По.
- 2008: Domaine Orenga de Gaffory Корсика.
- 2012: Exposition Livre/Louvre, Лувр.